# 아르헨티나 육군군사참모대학교
아르헨티나 육군군사참모대학교(Colegio Militar de la Nación)는 1869년 10월 11일 아르헨티나 수도 부에노스 아이레스에서 첫 개교되어 현재에 이르고 있는 육군참모학교이다.